# Gilles-William Goldnadel
Gilles-William Goldnadel (Rouen, 12 januari 1954) is een Frans-Israëlische advocaat, auteur en columnist.

## Biografie
Gilles-William Goldnadel werd geboren in Rouen op 12 januari 1954 in het noorden van Frankrijk. Hij is een seculiere Asjkenazische jood. Zijn vader was Henri Goldnadel, afstammeling van links gezinde Poolse Joden. Zijn moeder Victoria Schwartz kwam uit een communistisch Russisch gezin. Hij groeide op in Gournay-en-Bray waar zijn ouders een kledingwinkel hadden. Hij liep school aan de Lycée des Bruyères in Rouen en behaalde een masterdiploma aan de Universiteit Parijs 1 Panthéon-Sorbonne.
Goldnadel is advocaat. Hij heeft onder andere de Israëlische zakenman Arcadi Gaydamak en de Italiaanse journaliste Oriana Fallaci verdedigd. In 1996 verdedigde hij de Franse politicus Maurice Arreckx en in 2014 Patrick Buisson, adviseur van voormalig Frans president Nicolas Sarkozy. In 2015 verdedigde hij Florian Philippot tegen Qatar, een absolute monarchie. Als schrijver heeft Goldnadel 8 boeken geschreven waarvan 3 samen met Jean-Claude Gawsewitch. In 2011 schreef hij het voorwoord voor Vendée, du génocide au mémoricide van Reynald Secher waarin hij suggereerde dat de oorlog in de Vendée tot een genocide leidde. Hij is ook columnist en schrijft in Le Figaro en Valeurs actuelles, twee conservatieve Franse publicaties. Hij verdedigt de vrijheid van meningsuiting in de Franse pers. In een column in maart 2015 in Le Figaro opperde hij dat antisemitisme en islamofobie niet vergelijkbaar zijn. Op 14 november 2018 hekelde Goldnagel in een debat op RMC een "gek geworden pseudoantiracisme die overal racisme ziet maar geen antiblank racisme of antisemitisme van islamitische oorsprong".
Goldnadel bezocht Israël voor het eerst in 1971. Hij is voorzitter van Vereniging Frankrijk-Israël. Sinds 2010 is hij lid van de stuurgroep van de Conseil Représentatif des Institutions juives de France (CRIF). Hij is een zionist en aanhanger van Israëls eerste minister Benjamin Netanyahu. Hij is lid van Les Républicains.
In 2000 werd Goldnadel Israëlisch staatsburger. Hij is getrouwd met Béatrice Vonderweidt, een voormalig model, nu een schilderes wier werk werd tentoongesteld in het Frans Instituut in Tel Aviv. Ze wonen in Neuilly-sur-Seine nabij Parijs en hebben ook nog huizen in Palermo, Italië en Tel Aviv, Israël. Ze hebben een zoon en dochter.